# Järva kilstråk

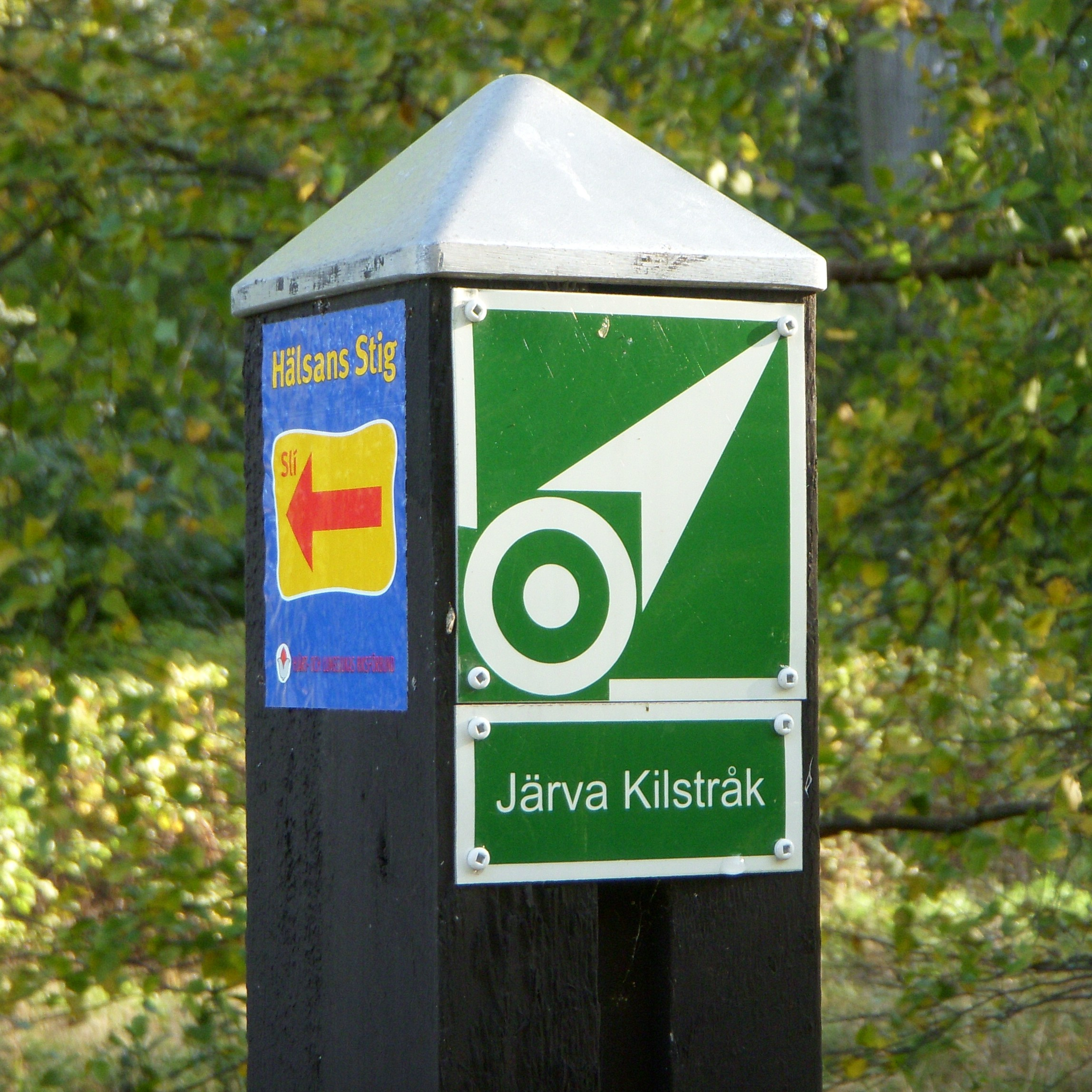
Järva kilstråk och Hälsans stig.

Järva kilstråk är en vandringsled i den så kallade Järva-grönkilen som sträcker sig genom norra delen av Stockholms län från Sigtuna i norr till Norrtull i Stockholms innerstad i syd. 
Stråket går genom sju kommuner: Sigtuna kommun, Upplands Väsby kommun, Sollentuna kommun, Järfälla kommun, Stockholms kommun, Sundbybergs kommun och Solna kommun. Projektet initierades 2008 och har finansierats via Stockholms läns landstings folkhälsoanslag. Järvakilen är den längsta av Stockholms tio så kallade gröna kilar.
Järva kilstråk utgörs av sex mil natursköna gång- och cykelvägar. En stor del av Järva-grönkilen består av naturreservat. Bland annat ingår delar av Kungliga nationalstadsparken, Järvafältets naturreservat, Igelbäckens naturreservat och Hansta naturreservat. Tanken med kilstråksprojektet är att man lätt ska kunna vandra eller cykla i området. Vandringslederna i kilen är skyltade med en speciell grön symbol. Sträckan genom Stockholms kommun är 5,5 kilometer lång. I Solna kommun går stråket bland annat längs Brunnsviken och genom Hagaparken.